# The Ride (Catfish and the Bottlemen)
The Ride è il secondo album in studio del  gruppo indie rock gallese Catfish and the Bottlemen, pubblicato nel 2016.

## Tracce
1. 7 – 4:16
2. Twice – 3:16
3. Soundcheck – 4:21
4. Postpone – 4:05
5. Anything – 4:09
6. Glasgow – 2:37
7. Oxygen – 2:49
8. Emily – 2:18
9. Red – 3:48
10. Heathrow – 2:51
11. Outside – 5:11